# Смертельні перегони 2050
Смертельні перегони 2050 — американський політичний сатиричний бойовик 2017 року, знятий режисером Дж. Дж. Ехтернкампом. Є продовженням фільму 1975 року «Смертельні перегони 2000». Обидва фільми були спродюсовані Роджером Корманом, який описав «2050» як «автомобільну картину з чорним гумором».

## Про фільм
За підтримки президента США змагання «Смертельні перегони» набирає популярності і проводиться щороку. Перед командою, що складається з водія і штурмана, стоїть завдання — на величезній швидкості проїхати територією США, збивши якомога більше пішоходів. За яких, залежно від віку, екіпажу присвоюються очки.

## Знімались
| Актор              | Роль         |
| ------------------ | ------------ |
| Ману Беннетт       | Франкенштейн |
| Малкольм Макдавелл | Президент    |
| Марсі Міллер       | Енні         |
| Берт Грінстед      | Джед         |
| Фолаке Оловофоеку  | Мінерва      |
| Анесса Ремсі       | Таммі        |
| Янсі Батлер        | Алексіс      |